# Horopito
Horopito est une localité de l’Île du Nord de la Nouvelle-Zélande.

## Situation
Elle siège sur le trajet de la route State Highway 4/S H 4 (en) entre la petite ville de  National Park et celle de Raetihi.

## Média
Horopito fut le siège du tournage du film de 1981 caractérisant la Nouvelle-Zélande, nommé: Smash Palace (en) et de 'Goodbye Pork Pie
Plus récemment  en 2011, il a été parlé d’un court film se passant dans une caravane au niveau de la ville d’Horopito.
Le film doit être présenté au Festival de Cannes.

## Histoire
Dans les premiers temps, Horopito était une ville de scieries animée.
Elle avait une école, deux hôtels, une banque, un club de strip, un bureau de poste et de nombreuses maisons.
Dans les années 1920 à 1930, Horopito tomba en déclin.
Les personnes partir à la recherche de meilleures opportunités de travail.
Aujourd‘hui, il ne reste rien de la plupart des bâtiments.

## Evènement
Depuis 2014, le Cold Kiwi Motorcycle Rally (en) s’est déroulé au niveau de la ville d’Horopito.